# 顏至成
顏至成（1952年—），中華民國陸軍中將，生於臺灣，畢業於陸軍官校43期，曾任國防大學陸軍指參學院院長與陸軍航特部司令、指揮官等職，也是前國防部軍備副部長李翔宙、前陸軍副司令吳斯懷、前國防部參謀本部聯準室主任陸小榮、陳水扁第三任總統府侍衛長陳再福等人的同期同學。